# Chilothorax praenubilus
Chilothorax praenubilus är en skalbaggsart som beskrevs av Vladimir Balthasar 1933. Chilothorax praenubilus ingår i släktet Chilothorax och familjen Aphodiidae. Inga underarter finns listade i Catalogue of Life.